# Pivovar Radegast
Pivovar Radegast is een Tsjechische brouwerij te Nošovice.

## Geschiedenis
In 1968 begon het communistisch regime met de bouw van een grote moderne brouwerij, de eerste sinds het ontstaan van Tsjecho-Slowakije. In 1970 werd het eerste bier hier gebrouwen. Na de val van het communisme kwam de brouwerij in handen van brouwerijgroep SABMiller. In oktober 1999 fuseerde de brouwerij met Plzeňský Prazdroj. In 2017 verkocht SABMiller Plzeňský Prazdroj en daarmee ook Pivovar Radegast aan het Japanse Asahi. Behalve hun eigen bier Radegast worden hier ook andere bieren van de brouwerijgroep gebrouwen.

## Bieren
- Radegast
- Gambrinus
- Primus
- Velkopopovický Kozel